# High Note
High Note ist ein US-amerikanischer animierter Kurzfilm von Chuck Jones aus dem Jahr 1960.

## Handlung
Eine Note erwacht und beginnt mit anderen Noten ein Notenblatt vorzubereiten. Es soll An der schönen blauen Donau erklingen. Die Noten spannen die Notenlinien auf, schreiben die Tempozeichnung auf, biegen den Violinschlüssel zurecht, verteilen die Kreuze, den Taktstrich und die 3 und die 4 für den Takt. Anschließend bringen sich die Noten in Position und die Dirigentennote beginnt zu dirigieren. Die Musik ertönt und ein Spot beleuchtet jede Note, die gespielt wird. Doch schon nach kurzer Zeit stoppt die Musik – eine Note fehlt.
Man hört es hicksen und eine rote Note kommt aus den Notenblättern für Little Brown Jug gekrochen. Sie torkelt durch die Notenlinien, nutzt ein Kreuz für Tic-Tac-Toe und eine ganze Note als Sitzgelegenheit und dressiert schließlich ein Pausenzeichen als Hündchen. Der Dirigentennote reicht es und es kommt zu einer Verfolgungsjagd beider Noten, bei der auch Achtelnoten als Pferde genutzt werden. Am Ende hängt die Note kopfüber an ihrem angestammten Platz. Die Musik ertönt, pausiert jedoch wieder an derselben Stelle wie vorher. Die Dirigentennote blickt von ihrem Platz auf das Blatt hinunter und ist entsetzt: Es ist, bis auf die ersten Noten, leer. Sämtliche Noten haben sich zur Partitur für Little Brown Jug begeben und feiern eine große Party.

## Produktion
High Note kam am 3. Dezember 1960 als Teil der Warner-Bros.-Trickfilmreihe Looney Tunes in die Kinos. Der Film enthält keine Dialoge.

## Auszeichnungen
High Note wurde 1961 für einen Oscar in der Kategorie „Bester animierter Kurzfilm“ nominiert, konnte sich jedoch nicht gegen Munro durchsetzen.